# Tlalocohyla smithii
Espèce
Synonymes
- Hyla nana Günther, 1901 nec Boulenger, 1889
- Hyla smithii Boulenger, 1902

Statut de conservation UICN

 LC  : Préoccupation mineure
Tlalocohyla smithii est une espèce d'amphibiens de la famille des Hylidae.

## Répartition
Cette espèce est endémique du Mexique. Elle se rencontre du niveau de la mer jusqu'à 1 332 m d'altitude sur la façade pacifique,.

## Étymologie
Cette espèce est nommée en l'honneur d'Herbert Huntington Smith.

## Publications originales
- Boulenger, 1902 : Reptilia and Batrachia. Zoological Record, vol. 38, p. 1-35.
- Günther, 1901 : Reptilia and Batrachia, Biologia Centrali-Américana, Taylor, & Francis, London, p. 1-326 (texte intégral).